# Gunter Sekora
Gunter Sekora (* 3. Oktober 1950 in Leipzig) ist ein ehemaliger deutscher Fußballspieler. In der höchsten Spielklasse des DDR-Fußballs, der Oberliga, spielte er für den 1. FC Lokomotive Leipzig. In der DDR-A-Nationalmannschaft wurde der Verteidiger einmal eingesetzt.

## Sportliche Laufbahn

### Gemeinschafts- und Clubstationen
Nach seinen Anfangsjahren bei der kleinen Betriebssportgemeinschaft (BSG) Aktivist Nord Leipzig wurde Sekora 1968 zum Leipziger Fußball-Leistungszentrum, dem 1. FC Lokomotive Leipzig, delegiert. Dort agierte er im Spieljahr 1968/69 als Abwehrspieler in der Juniorenoberliga. Dem Juniorenalter entwachsen, übernahm der 1. FC Lok Sekora für die Saison 1969/70 in die 1. Männermannschaft, die als Oberligaabsteiger in der zweitklassigen DDR-Liga spielte. Mit seinem Mitwirken in 14 von 30 ausgetragenen Ligaspielen und einem Tor half er beim letztendlich erfolgreich abgeschlossenen Vorhaben des sofortigen Wiederaufstiegs mit. Als 20-jähriger Neuling stand er auch im Finale um den DDR-Fußballpokal, das der Zweitligist überraschend erreicht hatte, aber mit 2:4 gegen den FC Vorwärts Frankfurt (Oder) verlor. In den folgenden elf Oberligaspielzeiten war Sekora beim 1. FC Lok als Verteidiger gesetzt und wurde in den 286 ausgetragenen Oberligaspielen 251-mal aufgeboten. Während Sekoras aktiver Zeit beim 1. FC Lok standen die Leipziger fünfmal im Finale des DDR-Fußballpokals. Sekora wurde in all diesen Finalspielen eingesetzt und war somit auch an den Pokalsiegen 1976 (3:0 über den FC Vorwärts) und 1981 (4:1 erneut gegen die Armeefußballer aus der Oderstadt) beteiligt.
Von den 18 Europapokalspielen des 1. FC Lok Leipzig während Sekoras Clubzugehörigkeit verpasste dieser nur eines beim Erstrundenaus im Spieljahr 1978/79 des UEFA-Pokals. Die erfolgreichste EC-Saison in den 1970er-Jahren stellte für die Leipziger Fußballer um Sekora die UEFA-Cup-Teilnahme 1973/74 dar. In allen zehn Spielen eingesetzt, gelang dem Verteidiger mit seiner Mannschaft der Einzug ins Halbfinale, in dem der DDR-Vertreter dann gegen den englischen Starter Tottenham Hotspur ausschied.
Nach mehr als 300 Pflichtspielen für den 1. FC Lokomotive verließ Gunter Sekora nach der Saison 1980/81 den Leipziger Fußballclub. Er schloss sich der südlich von Leipzig befindlichen TSG Chemie Markkleeberg an, mit der er 1982 aus der drittklassigen Bezirksliga in die Liga aufstieg. Nachdem Sekora in der Saison 1982/83 nur in acht Spielen eingesetzt worden war, bestritt er in den Spielzeiten 1983/84 und 1984/85 alle 56 Ligaspiele und erzielte dabei jeweils ein Tor. Wie in seiner gesamten Laufbahn wurde er auch in Markkleeberg als Abwehrspieler eingesetzt.

### Auswahleinsätze
Im Sommer 1968 wurde Gunter Sekora in den Kader der DDR-Juniorennationalelf berufen. Eingesetzt wurde er nur im August 1968 in drei von fünf Länderspielen bei den Jugendwettkämpfen der Freundschaft in Ungarn, bei denen die ostdeutsche U-18 den 4. Platz im Turnier belegte.
Zwischen 1972 und 1974 war er Mitglied der Nachwuchsnationalmannschaften U-21 und U-23 des DFV. Mit beiden Teams bestritt er insgesamt 18 Länderspiele, darunter alle zehn Spiele bei der U-23-Fußball-Europameisterschaft 1974. Nach einem 3:2-Sieg und einer 0:4-Niederlage in den beiden Finalpartien gegen Ungarn wurde die DDR-Auswahl Vizeeuropameister. 
Mit 29 Jahren bestritt Sekora sein einziges A-Länderspiel. Im Freundschaftsspiel der DDR-Auswahl gegen Griechenland (2:0) am 16. April 1980 in Leipzig wurde der Lok-Akteur in 46. Minute für den Magdeburger Mittelfeldspieler Jürgen Pommerenke eingewechselt.